# تواصل بصري
التواصل البصري للتواصل أهمية كبرى في حياة الانسان فهو السبيل لنقل المعلومات و الافكار و الخبرات والمعرفة بين البشر و ليس التواصل سمة انسانية فحسب إذ ان كل الكائنات تتواصل فيما بينها باستخدام لغتها الخاصة ان طيور والاسماك و الحيوانات تنجح في التعبير عن حاجياتها الأساسية وعن مشاعرها من خلال عملية التواصل وقد شهدت طرق التواصل على مر العصور تحولات كبرى اسهمت في تطور المجتمعات قديما استعملت اللغة الهيروغليفية و رسومات الكهوف البدائية كأداة للتواصل، وهذا خير ذليل أن للتواصل البصري امتداد كبير عبر التاريخ، لكن الطريقة هي التي تغيرت، إذ أصبحت طرق التواصل البصري أكتر حداتة وعصرانية كما أنه واكبة التقدم التكنلوجي الحاصل.

## أدوات التواصل البصري
التلوين :هو من أشكال التواصل البصري وهو ممارسة فنية يقع فيها تطبيق الطلاء و الاصباغ والألوان أو غيرها من الوسائط على سطح ما مثل الورق والجدران و القماش والخشب و الزجاج و الفخار و النحاس وغيره.
التصوير الفوتوغرافي  :

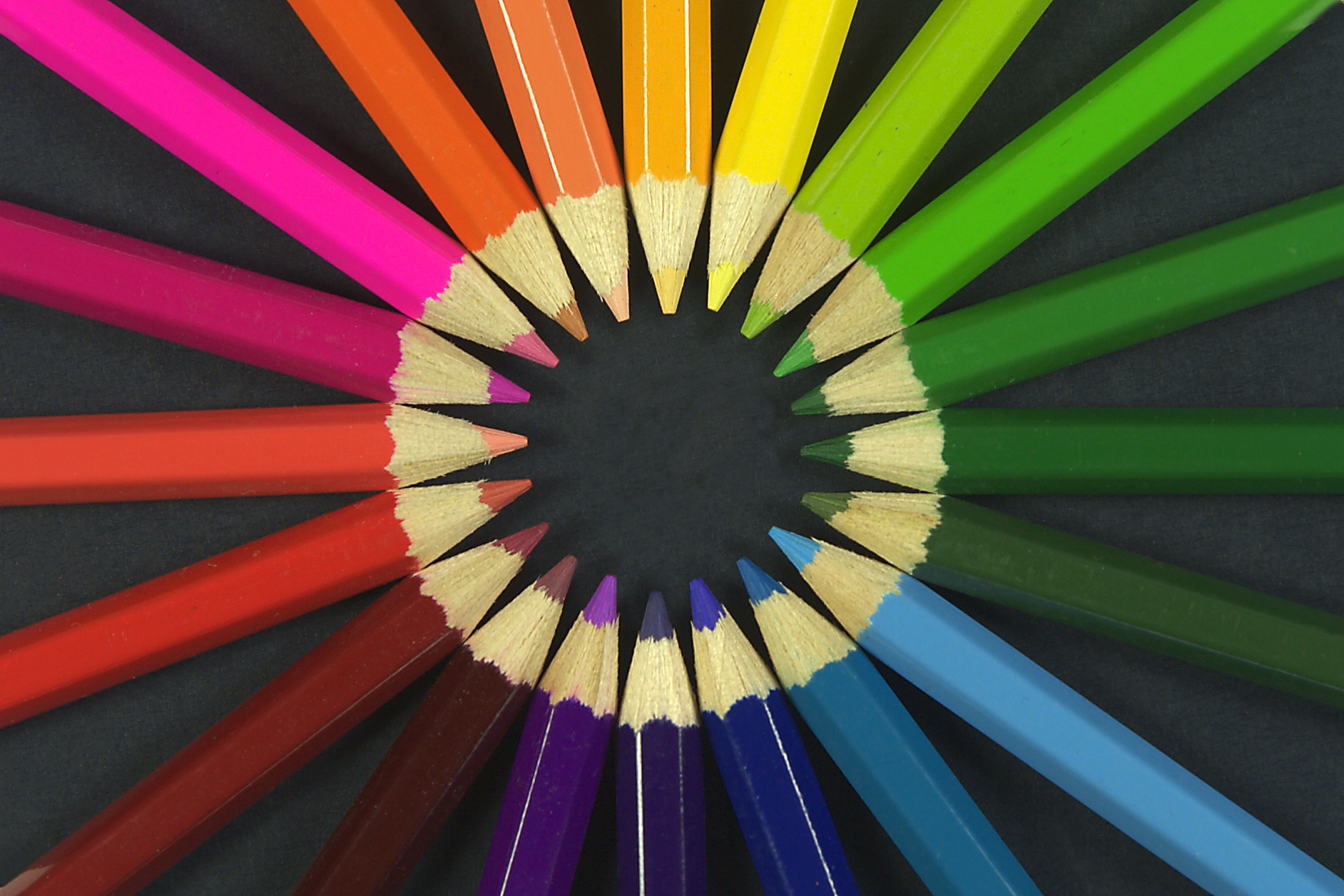
تلوين

هو فن أو مهنة التقاط الصور، عن طريق آلة التصوير كاميرا الصور الفوتوغرافية.
الاشارات الضوئية:

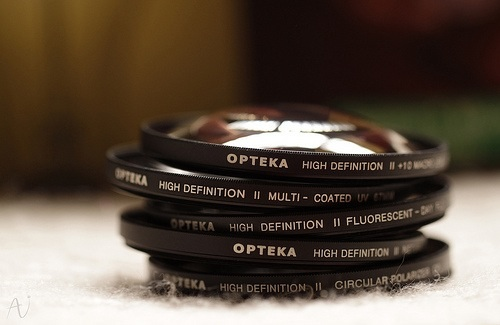

اشارات ذات دلالة رمزية متفق عليها عالميا وهي أمتر أدوات التواصل البصري شيوعا، توضع في مفترقات الطرق لتقديم ارشادات أو تنظيم حركة السير.
الرموز والعلامات:

الضوء الأخضر

هي رموز وعلامات أو حتى شعار يهتدى به إلى معنى شيء فمتلا هذا الرمز يدل على الفنون القتالية و هو متعارف عليه في جميع أقطار العالم.

فنون قتالية

أعلام: قطع قماش غالبا تكون على شكل مستطيل ويكون له تصميم مميز يجعله مختلفا عن باقي السعارات وهو غالبا ما يرمز إلى دول ومنظمات عالمية.

اليونسكو

## عوائق تشوش على هذا النوع من التواصل
- التشويش الدلالي
- العوائق المادية
- العوائق النفسية
- الاعاقات البدنية
- الاختلاف التقافي